# Apostolska pobudnica
Apostolska pobudnica je dokument Katoličke Crkve koji izdaje papa. Njime se potiče zajednica ljudi da poduzme određenu aktivnost, ali ne definira nužno Crkveno učenje. Smatra se u formalnom autoritetu nižom nego papinska enciklika, ali većom od ostalih crkvenih pisama, apostolskih pisama i inih dokumenata.
Apostolske pobudnice obično se izdaju kao odgovor na biskupsku sinodu te su u tome slučaju poznate kao „Apostolske postsinodalne pobudnice”.